# Плохоцин (Мазовецьке воєводство)
Плохоцин (пол. Płochocin) — село в Польщі, у гміні Ожарув-Мазовецький Варшавського-Західного повіту Мазовецького воєводства.
Населення — 2487 осіб (2011).
У 1975-1998 роках село належало до Варшавського воєводства.

## Демографія
Демографічна структура станом на 31 березня 2011 року:
|          | Загалом | Допрацездатний вік | Працездатний вік | Постпрацездатний вік |
| -------- | ------- | ------------------ | ---------------- | -------------------- |
| Чоловіки | 1186    | 192                | 842              | 152                  |
| Жінки    | 1301    | 224                | 774              | 303                  |
| Разом    | 2487    | 416                | 1616             | 455                  |